# Wladimir Teodorowitsch Spiwakow

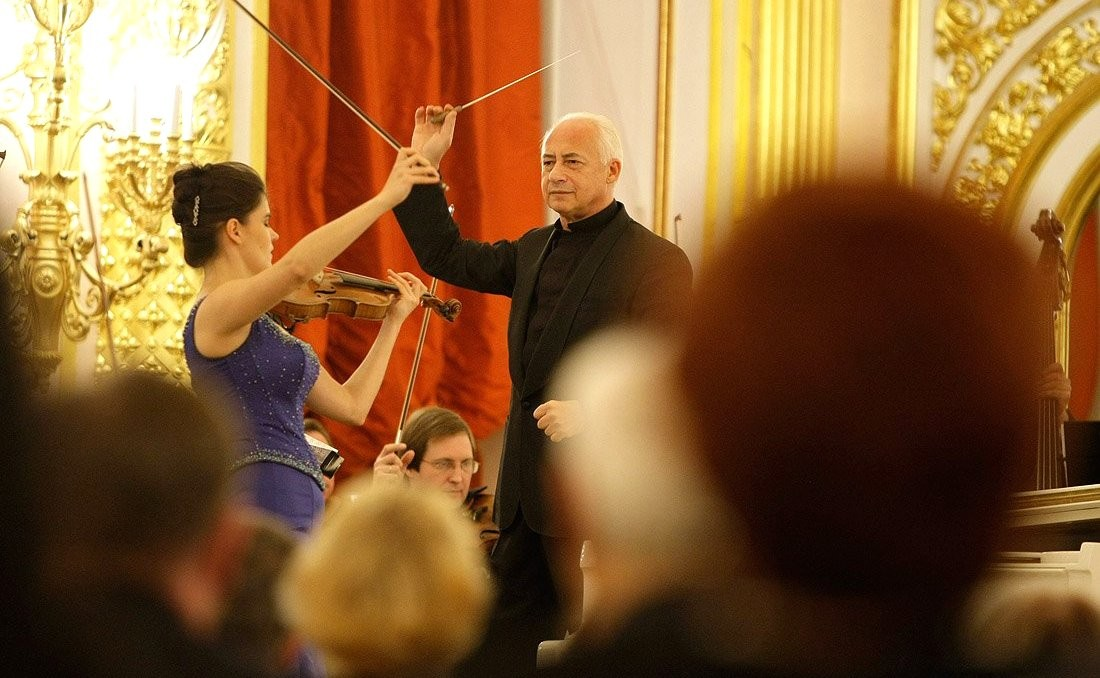
Wladimir Teodorowitsch Spiwakow

Wladimir Teodorowitsch Spiwakow (russisch Владимир Теодорович Спиваков, wissenschaftliche Transliteration Vladimir Teodorovič Spivakov; * 12. September 1944 in Ufa, Sowjetunion) ist ein russischer Geiger und Dirigent. Seit 1989 leitet er das Internationale Musikfestival von Colmar. Er ist zudem musikalischer Direktor und Chefdirigent der 2003 gegründeten Russischen Nationalphilharmonie sowie Präsident des Moskauer Internationalen Hauses der Musik.

## Leben
Das ehemalige Wunderkind Spiwakow studierte bis 1967 am Moskauer Konservatorium bei Juri Jankelewitsch und als Gasthörer bei Dawid Oistrach. Als Violinist ist er sowohl Solist als auch Kammermusiker, wobei er Duos (Ludwig van Beethoven, Johannes Brahms) bevorzugt. Er gründete 1979 das Moskauer Virtuosi Kammerorchester, ein Ensemble, mit dem er vom barocken (Johann Sebastian Bach) bis zum modernen (Dmitri Schostakowitsch, Alfred Schnittke) Repertoire beinahe alles spielt. Spiwakow und das Virtuosi Kammerorchester verlegten ihren Standort in den Jahren 1999 und 2002 nach Spanien. Er unterstützt und fördert junge russische Nachwuchskünstler. Die Laureaten des Internationalen Rotary Musikwettbewerbs in Moskau – Anna Denisowa, Anna Sawkina und Narek Arutjunjan – sind mit seinem Orchester Moskauer Virtuosi aufgetreten.
Seit 1989 ist Spiwakow als Nachfolger von Karl Münchinger künstlerischer Leiter des Internationalen Musikfestspiel in Colmar (Elsass). Von 1999 bis 2003 leitete er das Russische Nationalorchester als Chefdirigent. Seit 2003 ist er Generalmusikdirektor der Russischen Nationalphilharmonie. Stammsitz des Orchesters ist das 2003 eröffnete Internationale Haus der Musik in Moskau.

## Preise und Auszeichnungen
Spiwakow erhielt eine Reihe von nationalen Auszeichnungen der Russischen Sozialistischen Föderativen Sowjetrepublik (RSFSR) und der Sowjetunion als auch den armenischen Orden des Heiligen Mesrop Maschtoz und den Verdienstorden der Ukraine 2. Klasse.
1994 wurde der Asteroid (5410) Spivakov nach ihm benannt. Er wurde mit dem französischen Ordre des Arts et des Lettres ausgezeichnet und im Jahre 2000 zum Chevalier der Ehrenlegion  und später zum Offizier der Ehrenlegion ernannt.

## Politische Position
Im März 2014 unterzeichnete Spiwakow den offenen Brief von russischen Kulturschaffenden, in dem die Position des Präsidenten W. Putin über seine Politik bezüglich der Ukraine unterstützt wird. Am 11. Mai 2014 kam nach dem Konzert der Moskauer Virtuosen unter der Leitung von Spiwakow in Cambridge (USA) Dr. Roman Torgovitskiy, ein Absolvent der Harvard-Universität, auf die Bühne und dankte in sarkastischer Weise Spiwakow dafür, dass er den Brief unterzeichnet hatte. Anschließend verlas er eine kurze Petition, in der zur Unterstützung der Ukraine aufgerufen wurde. Am 18. Mai 2014 demonstrierten etwa hundert Personen vor dem Lincoln Center in New York, wo ein Konzert der Moskauer Virtuosi stattfinden sollte, und forderten Spiwakow auf, seine Unterschrift zurückzunehmen.
Am 1. März 2022 war Spiwakow Mitunterzeichner eines öffentlichen Appells von prominenten russischen Kulturschaffenden (darunter dem Direktor des Bolschoi-Theaters Wladimir Urin) an Präsident Putin, in der dieser aufgefordert wurde, die Invasion der Ukraine zu stoppen.